# Marcello Menegatto
Marcello Menegatto, también conocido como Su Alteza Serenísima el príncipe Marcello I de Seborga (nacido en Lecco, Italia, el 12 de mayo de 1978), es un empresario de la construcción de origen italiano que reclamó la jefatura de Estado del Principado de Seborga, una micronación situada en la localidad homónima, en la Provincia de Imperia (Región de Liguria), y cuya independencia no es reconocida por el gobierno italiano ni por ningún otro gobierno.

## Elección como príncipe de Seborga
El 25 de noviembre de 2009 fallecía en Seborga su príncipe Giorgio I por lo que esta Micronación italiana debía elegir un nuevo soberano. La elección se realizó el 25 de abril de 2010 y en la misma resultó elegido Marcello con 89 votos a favor, derrotando a su contrincante, Gian Luigi Morgia quien recibió 67 votos.
Fue elegido nuevamente en las elecciones de 2017 el 23 de abril, derrotando a Radio Caroline DJ Mark Dezzani.
El 12 de abril de 2019 anunció su intención de abdicar, y fue sucedido por su exesposa, Nina Menegatto, quien fue elegida la primera princesa de Seborga el 10 de noviembre de 2019.